# 28P/Neujmin
28P/Neujmin 1, komet Jupiterove obitelji. 